# Chozón sabinero

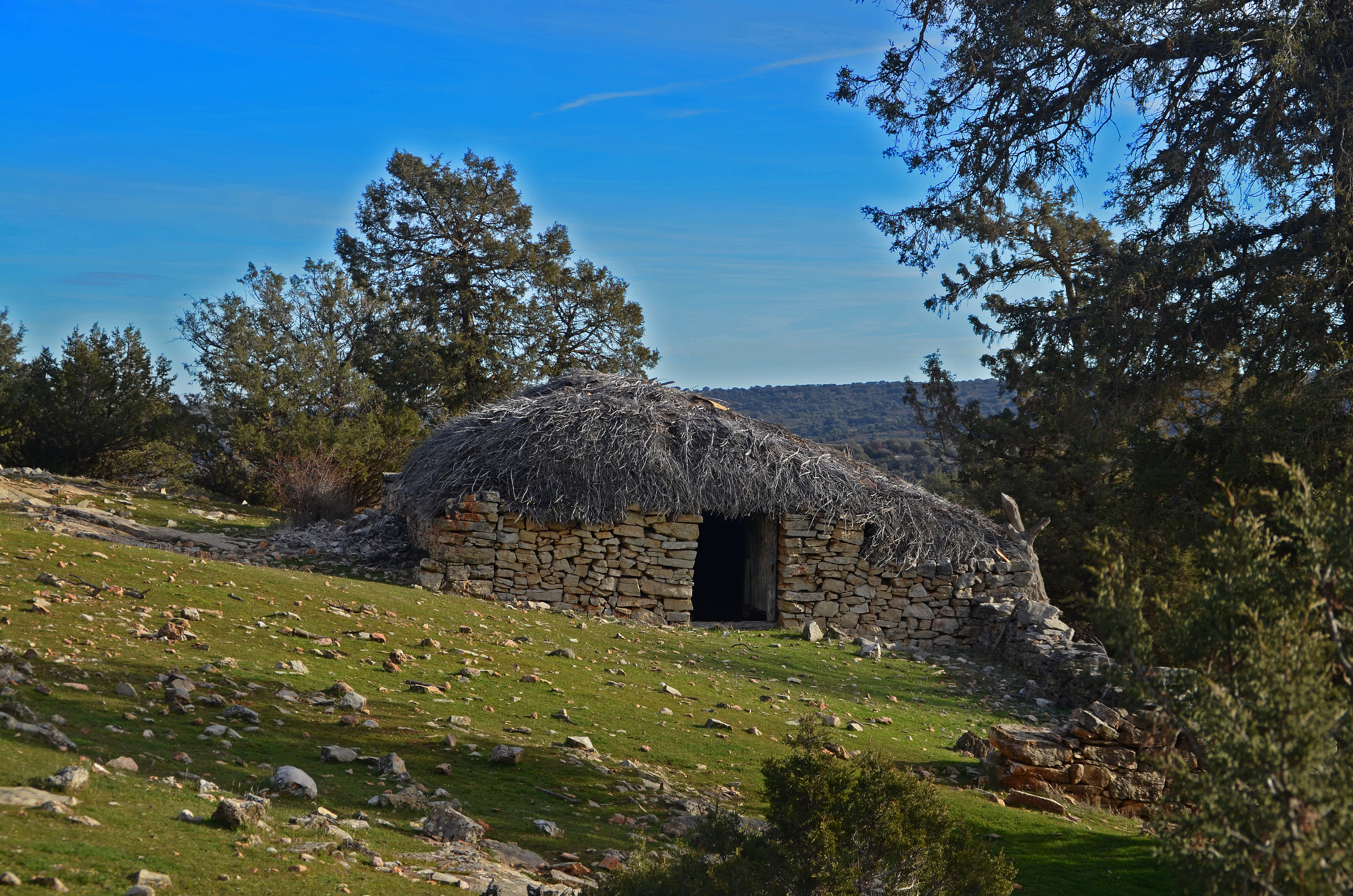
Los chozones sabineros son un tipo de aprisco con un área de distribución muy reducida que abarca el sureste de la provincia de Soria y el Señorío de Molina de Aragón (Guadalajara).

Los chozones sabineros son uno tipo de aprisco muy singular, generalmente de planta circular, que ha sido utilizado hasta hace pocos años para guardar al ganado ovino y caprino. Están construidos exclusivamente con piedra caliza y estructuras interiores de madera de sabina albar (Juniperus thurifera) y se techan exteriormente con una cubierta vegetal leñosa denominada «barda».
Los chozones sabineros no deben ser confundidos con las parideras aunque estén emparentados con ellas; tampoco con las tainas que presentan una cubierta vegetal herbácea y no leñosa, ni tampoco con las tenadas.

## El territorio de los chozones sabineros
Los chozones sabineros tienen un territorio muy reducido que se extiende por la zona central de la Cordillera Ibérica, aunque existen dos zonas en los que predominan. En el interior del parque natural del Alto Tajo (Guadalajara) aparecen algunos ejemplares en localidades como Cuevas Labradas, Tordelpalo, Escalera o Cobeta que han sido inventariados y estudiados; sin embargo, existe una segunda zona caliente en la que también abundan los chozones sabineros que se extiende a lo largo del LIC de los Sabinares del Jalón en el sureste de la provincia de Soria, concretamente en las localidades de Chaorna, Judes e Iruecha —en el término municipal de Arcos de Jalón—, así como en Codes y Mochales —en la provincia de Guadalajara—.

## Antigüedad de los chozones sabineros
Sobre la antigüedad de los chozones sabineros, se ha defendido la atemporalidad de este tipo de aprisco; está considerado como un tipo de aprisco "prehistórico”, que ha permanecido aislado en el área nuclear de la Celtiberia hasta el presente.

## Deterioro y desaparición de los chozones sabineros

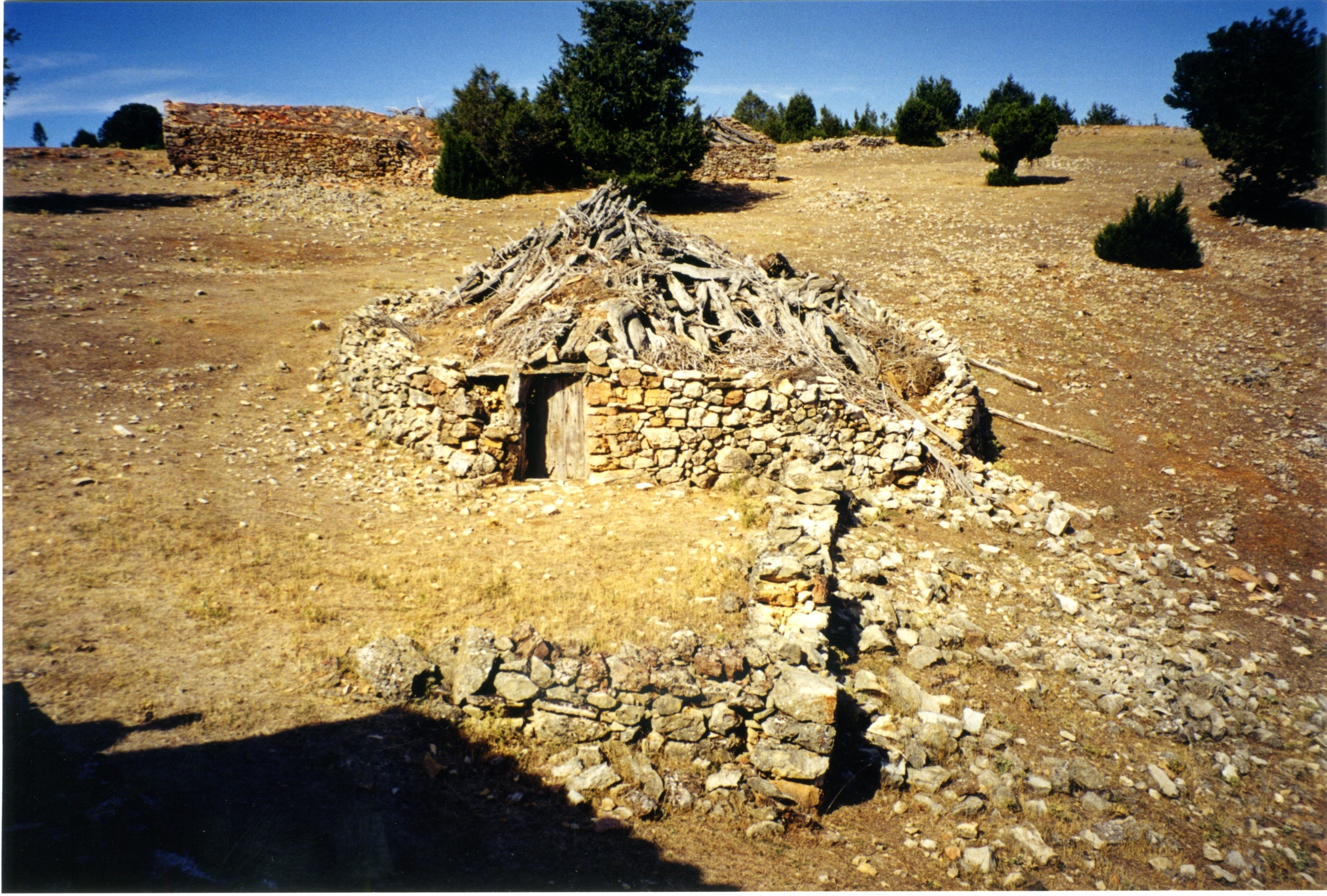
Detalle de un chozón sabinero de planta circular localizado en el sureste de la provincia de Soria (Sabinares del Jalón)

Ubicados en un entorno natural más salvaje que el actual, el chozón sabinero permitió al hombre explotar la ganadería en el medio rural sin sufrir la rapiña de animales salvajes como osos, lobos y zorros. Asimismo permitía dejar sin vigilancia al ganado cuando paría, y dado que el olor de la placenta atraía a los depredadores, el uso de los chozones sabineros era fundamental. De igual modo, el período entre el brote de los cereales —alrededor de enero— hasta su siega —entre julio y agosto— obligaba a tener a los animales controlados cuando no estaban pastando, para que no devastaran los sembrados. Además, las razas de ovejas naturales de la península ibérica, más débiles y pequeñas que las actuales, soportaban mal el calor del verano, siendo guardadas durante el día y llevándolas a pastar de noche. La paridera acumulaba, además, el estiércol de los animales, siendo el abono empleado por los agricultores para fertilizar sus campos.

## Los chozones sabineros en elsigloXXI
Las regulaciones higiénicas para la cría de ganado y la aparición de modernas naves prefabricadas han quitado a los chozones sabineros su utilidad práctica. Por ello, la mayoría están desapareciendo, debido a que sus dueños no reponen la cubierta denominada barda o bardama. La colocación de la barda por su condición artesanal y orgánica, suele ir degradándose con el paso de los años, produciendo goteras, que a la larga pudren las vigas del tejado hasta provocar su hundimiento. Los que se conservan pueden visitarse en los pueblos de las serranías del norte de Guadalajara, y en el sur de Soria próximo a Medinaceli.